# 高射砲塔

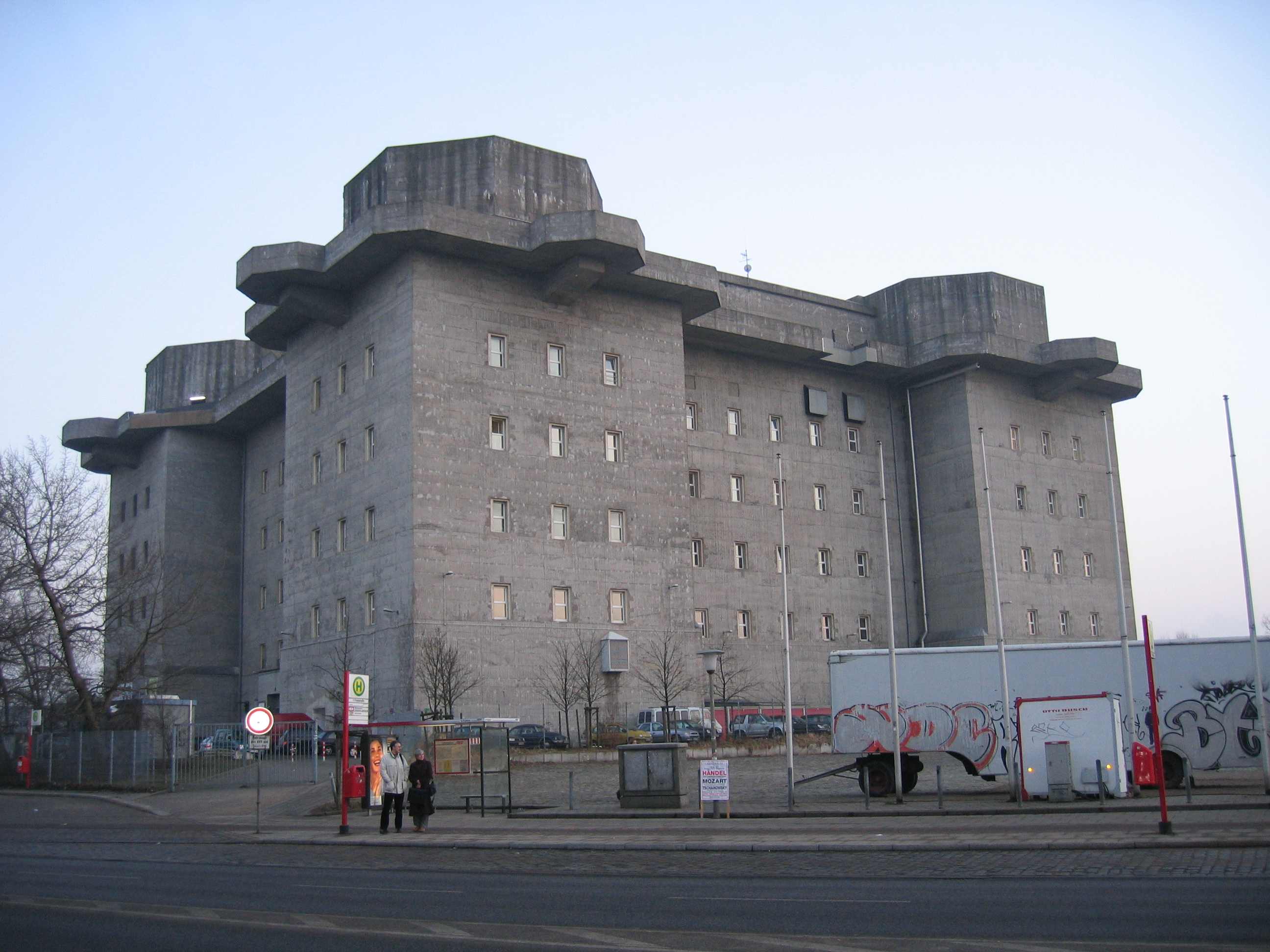
ハンブルクに現存するハイリゲンガイストフェルト高射砲塔

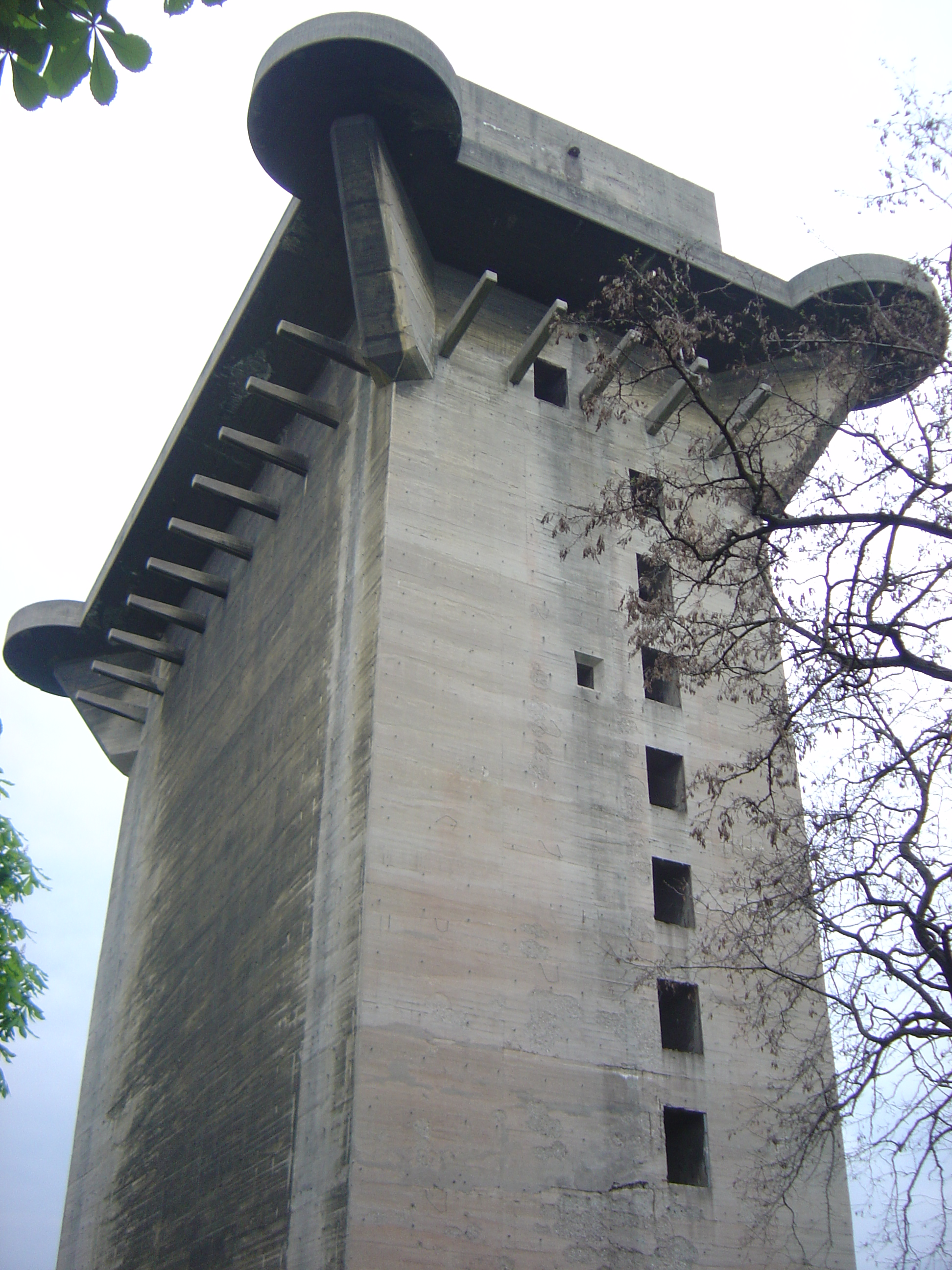
ウィーンに現存するアウガルテン高射砲塔（L塔）

高射砲塔（こうしゃほうとう、独: Flakturm, 英: Flak tower）は、第二次世界大戦中にドイツ空軍が、連合国の空襲から戦略上重要な都市を防衛するための都市防空設備として建築した、鉄筋コンクリート製の巨大な高層防空施設である。現在もウィーン、ハンブルクなど幾つかの中央ヨーロッパ大都市に遺構がある。

## 概要
第二次世界大戦が現実化するに従い、都市に対する「戦略爆撃」の脅威に対する防御は重要であるとして、各国は防空体制の整備に注力した。
ドイツは、都市の地形によっては地表面に配置した高射砲では射界が狭く、都市全域を防空するために極めて多数の高射砲陣地を要し、効率的な防空体制の構築は予算的と部隊規模ともに困難である、と分析された。
これを解決するために、高層建築物の上屋に高射砲を設置して広い射界を確保し、効率的な防空体制を構築するべく建設を推たものが「高射砲塔」である。重要都市の中心部に建造され、都市防空の中核と位置付けられた。
最初の高射砲塔は1940年にベルリンに建設され、次いでハンブルク、ウィーンに建設された。この多機能で重武装な高射砲塔も、連合軍の圧倒的な爆撃機攻撃に大きな効果は挙げなかった。実戦で大きな戦果を挙げた記録もほとんど残されていないが、1945年のベルリン市街戦で、市内に侵攻したソ連第8親衛軍が、ティーアガルテンの高射砲塔と戦闘したことが記録されている。ウィーン攻勢でも高射砲塔がソ連軍地上部隊と戦闘して進撃を遅延させている。
戦後は武装をはじめとする各種装備は撤去されて高射砲塔も解体撤去されたが、強固な構造のために爆破解体が困難で、現存も多くが様々な用途に転用されている。

## 構造
高さ30メートル (m) 以上の巨大な鉄筋コンクリート製建築物で、爆撃による大型爆弾の直撃に耐えるため数m厚の分厚いコンクリートで作られ、高射砲や対空砲を針鼠のように配備した。
高射砲を設置するG（Geschütz：「砲」の意）塔と称する砲戦塔と、レーダーや高射指揮装置を備えるL（Leitung：「指揮、指導」の意）塔と称する指揮塔は、発砲による衝撃波の干渉を回避するため数百m離れて設置され、両者は通信線用トンネルで連結された。

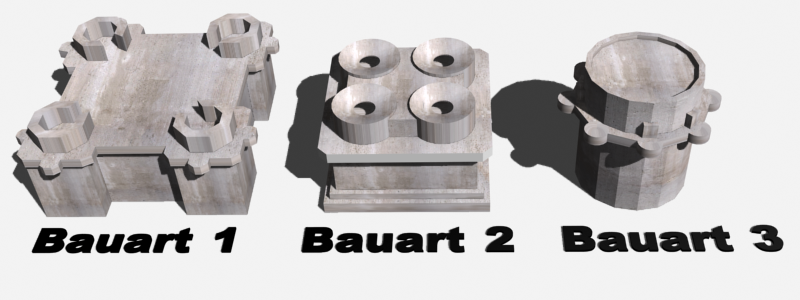
左から第1、第2、第3世代のG塔

建造時期によりデザインの変遷があり、おおむね3世代に分類される。

### 第1世代
最も古く、基礎部が一辺70.5mの正方形で高さ39m、地上5階地下1階、5階屋上に重砲用砲台4基、一段下の4階屋上に中・軽砲用張り出しを3×4=12基設け、のちに5×4=20基へ増強した。L塔は50m×23mの長方形で高さ39m、屋上四隅に中・軽砲用張り出しを4基設けてのちに20基に増強し、屋上中央に観測機器用の高さ9mの上屋を設けた。それぞれ天井厚は3.5m、外壁厚は最下部で2.5m、上方に連れて薄くなり、最上部で2.0mである。

### 第2世代
基礎部一辺が57mの正方形で高さ41.6m、L塔は50m×23mの長方形で高さ44m、その他の諸元は第1世代に近似する。

### 第3世代
43m四方の基礎上に高さ54mの円筒形、外壁は16面体で、中・軽砲用の張り出しは8基、L塔は第2世代とほぼ同様である。構造に様々な工夫を施し、屋上部に高射砲や対空機関砲を設置し、下層階は民間人用の避難場所としている。市街戦の際は「要塞」として長期間の篭城を可能とするために発電機や貯水槽を設置した。

## 兵装

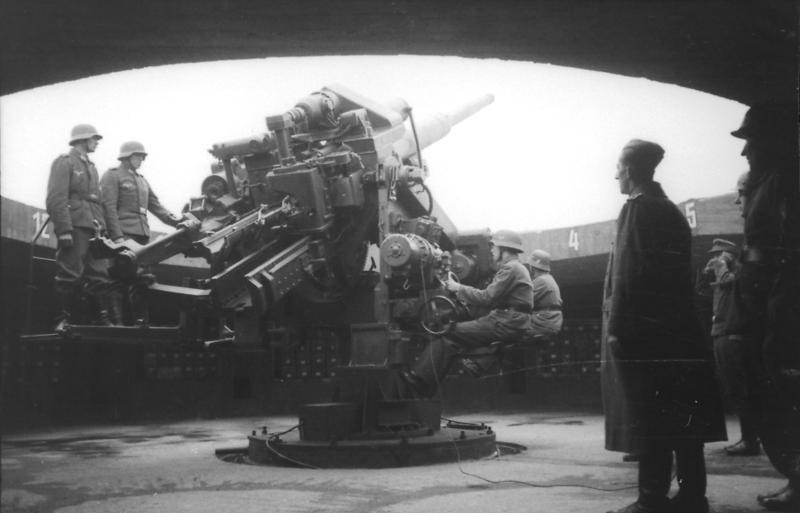
12.8cm高射砲を砲手が操砲中。砲左側上部の2名は装填手。彼らの前に信管調整装置と自動装填装置がある

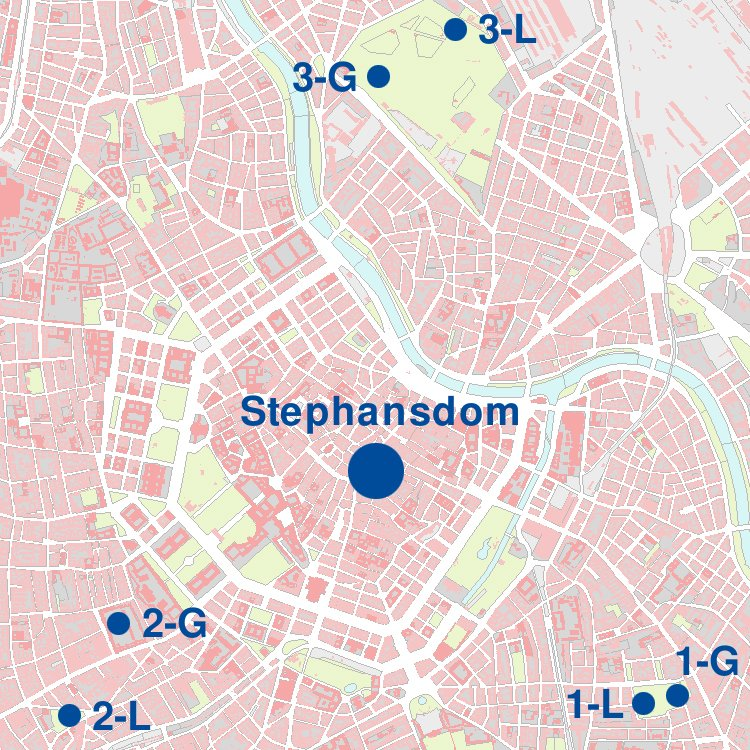
ウィーンの高射砲塔の配置（中央はシュテファン大聖堂）

### G塔
ベルリンのものは初期に10.5センチメートル (cm) 単装高射砲を4門装備したが、12.8cm連装高射砲が実用化されると換装した。中・軽砲として37mm単装機関砲と20mm単装機関砲を装備したが、20mm機関砲は20mm 4連装機関砲に換装した。
- 10.5 cm FlaK 38/39
- 12.8 cm Flakzwilling 40
- 2 cm Flak 38
- 2cm Flakvierling38
- 3.7 cm FlaK 36/37

### L塔
- ヴュルツブルク・レーダー
- 10m光学式測距儀
- 高射算定装置40型
- 2 cm Flak 38
- 2cm Flakvierling38
- 3.7 cm FlaK 36/37

## 高射砲塔が建設された都市と現状
- ベルリン

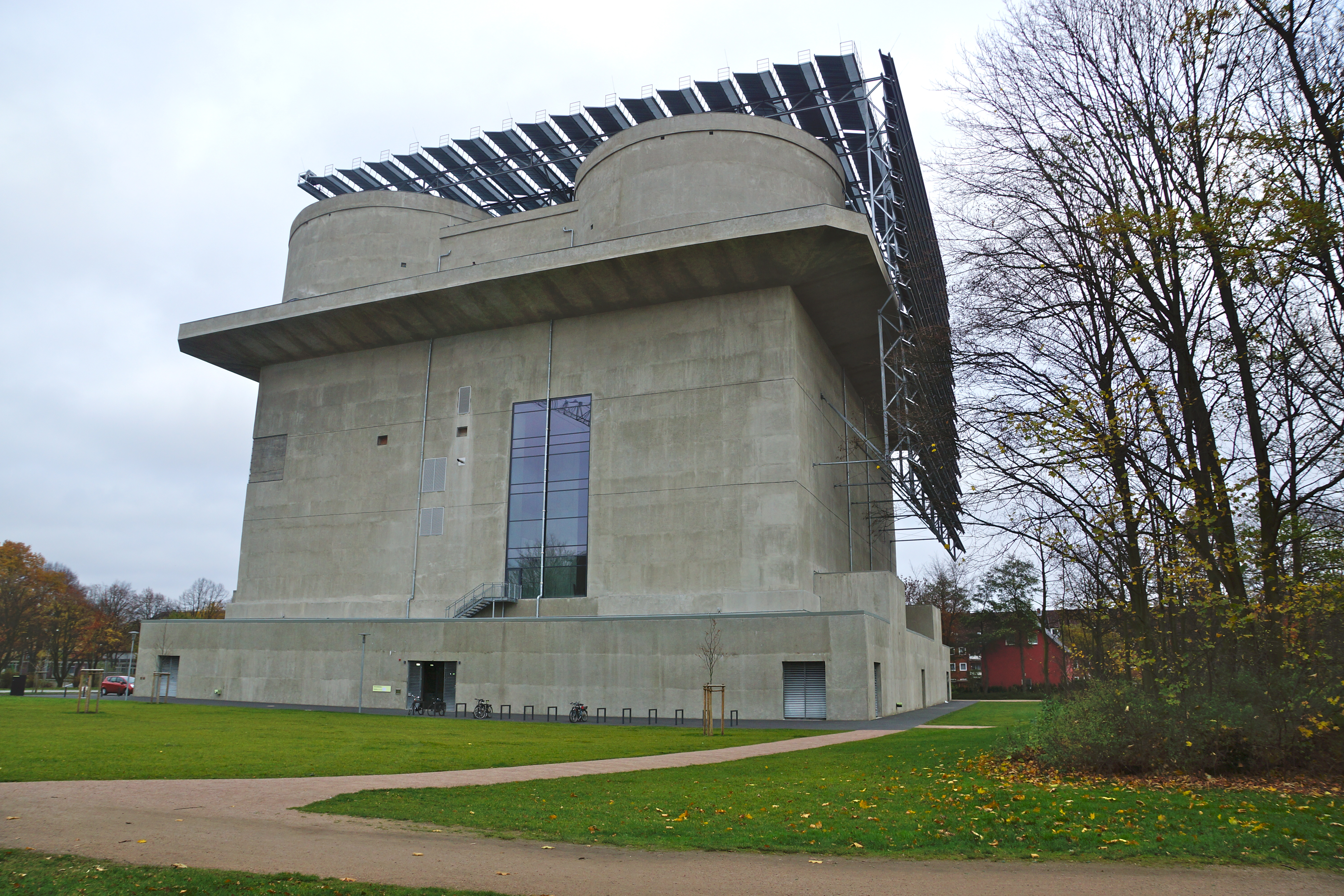
ヴィルヘルムスブルク高射砲塔（G塔）

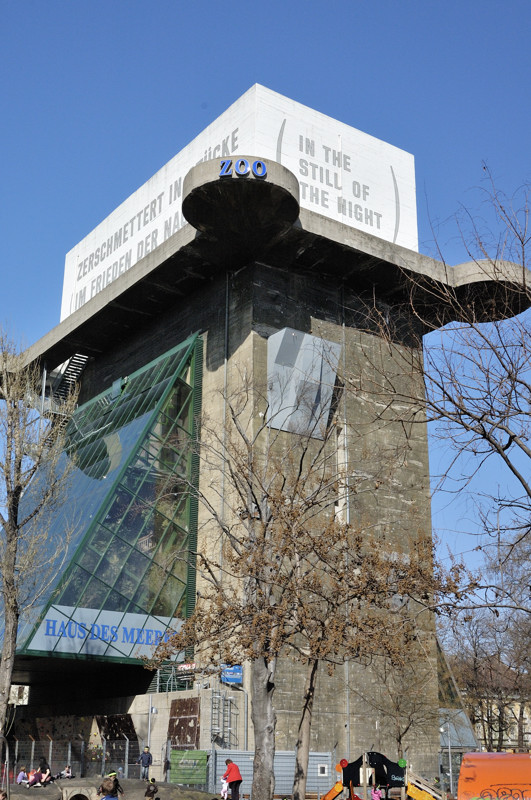
シュティフツカゼルネ高射砲塔（L塔）

  - ティーアガルテン高射砲塔（Flakturm I、第1世代） - 1941年4月完成。建設場所から動物園塔 (Zoo Tower) とも称された。G塔は終戦時にイギリス軍によって破壊、L塔も戦後に破壊された。
  - フリードリヒスハイン高射砲塔（Flakturm II、第1世代） - 1941年4月完成。G塔、L塔共に戦後に破壊されたが前者の一部が現存。
  - フンボルトハイン高射砲塔（Flakturm III、第1世代） - 1942年4月完成。G塔、L塔共に戦後に破壊されたが一部が現存。
- ハンブルク
  - ハイリゲンガイストフェルト高射砲塔（Flakturm IV、第1世代） - 1942年10月完成。G塔は音楽学校や音楽ショップを併設したナイトクラブとして利用。L塔は戦後に破壊された。
  - ヴィルヘルムスブルク高射砲塔（Flakturm VI、第2世代） - 1942年10月完成。G塔は写真スタジオやカフェとして利用されている。L塔は戦後に破壊された。
- ウィーン
  - シュティフツカゼルネ高射砲塔（Flakturm V、第3世代） - 1944年9月完成。G塔は内部をオーストリア陸軍が使用している。L塔は内部を水族館、外側をフリークライミング用の壁として利用されている。
  - アウガルテン高射砲塔（Flakturm VII、第3世代） - 1943年完成。G塔、L塔共に現存するが共に利用されていない。
  - アーレンベルク高射砲塔（Flakturm VIII、第2世代） - 1943年夏完成。G塔は芸術作品用の倉庫として利用。L塔も現存するが利用されていない。